# Rajd samochodowy

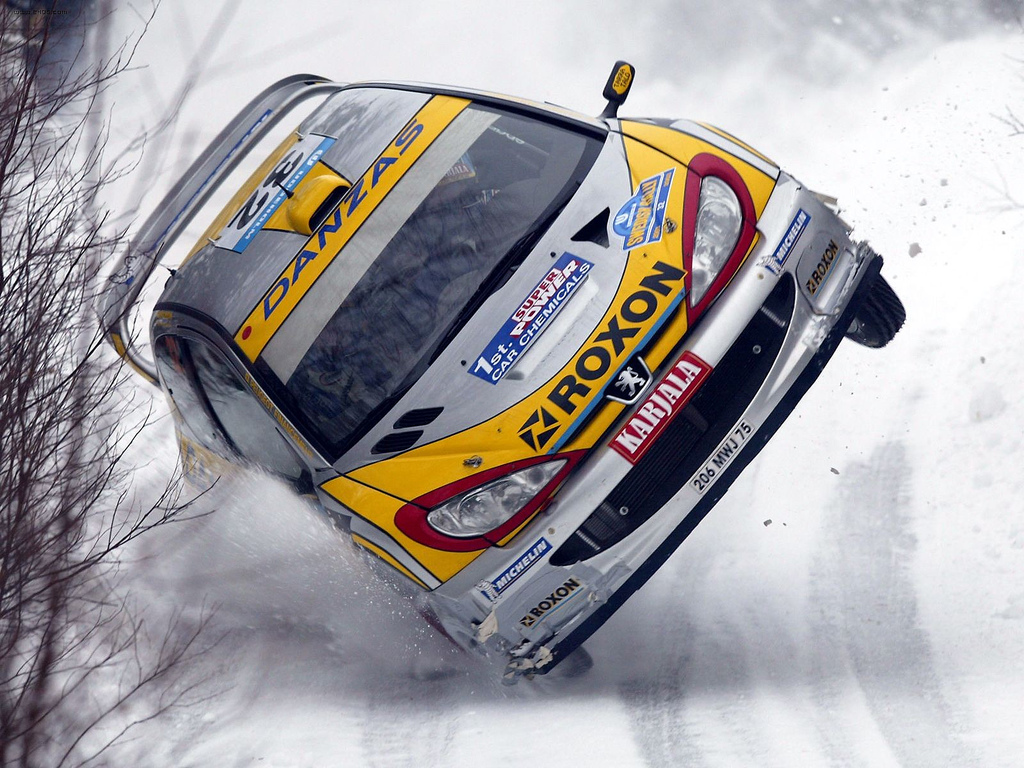
Juuso Pykälistö (Peugeot 206 WRC) na trasie Rajdu Szwecji

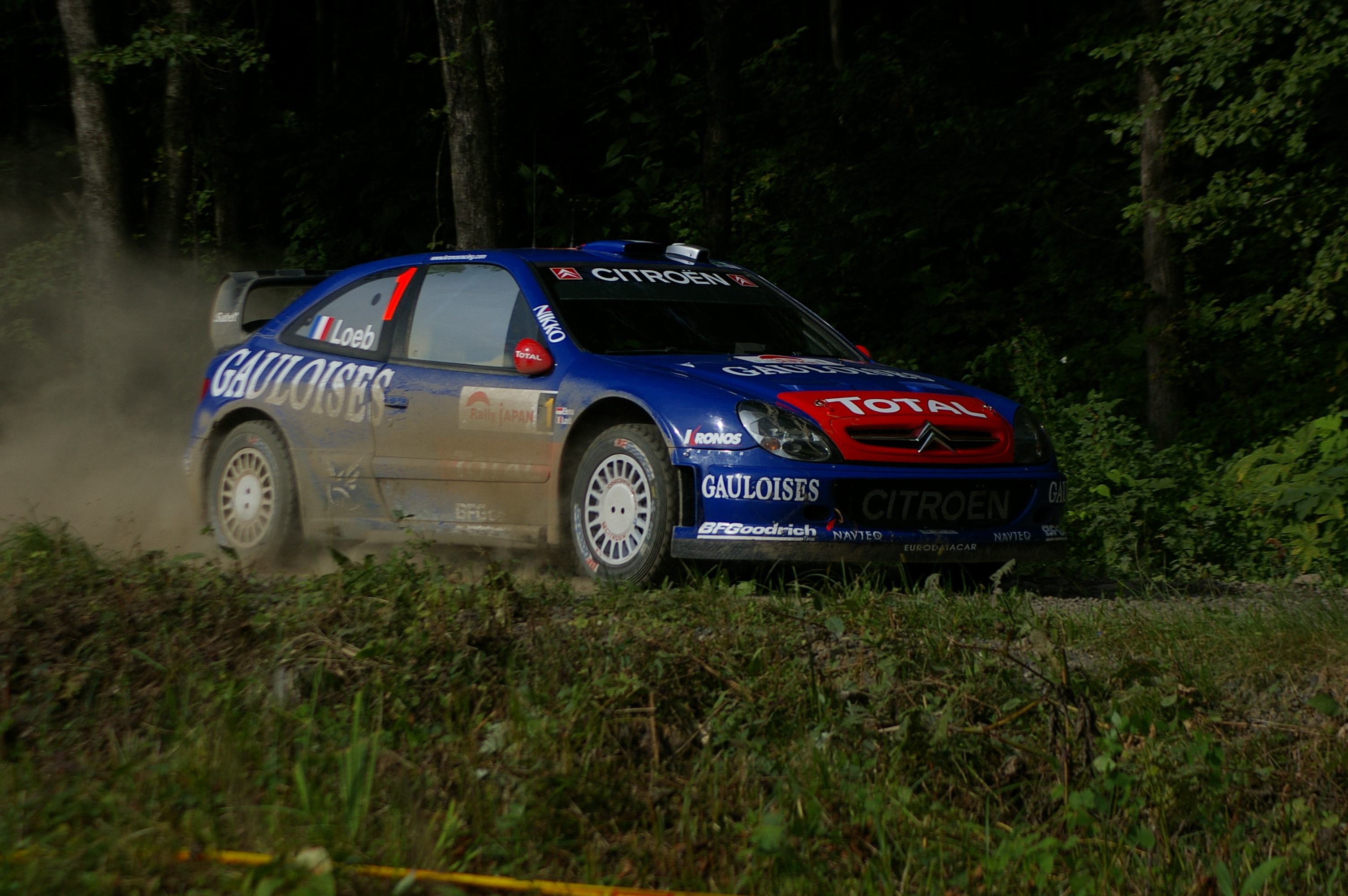
Sebastien Loeb (Citroën Xsara WRC) na trasie Rajdu Japonii

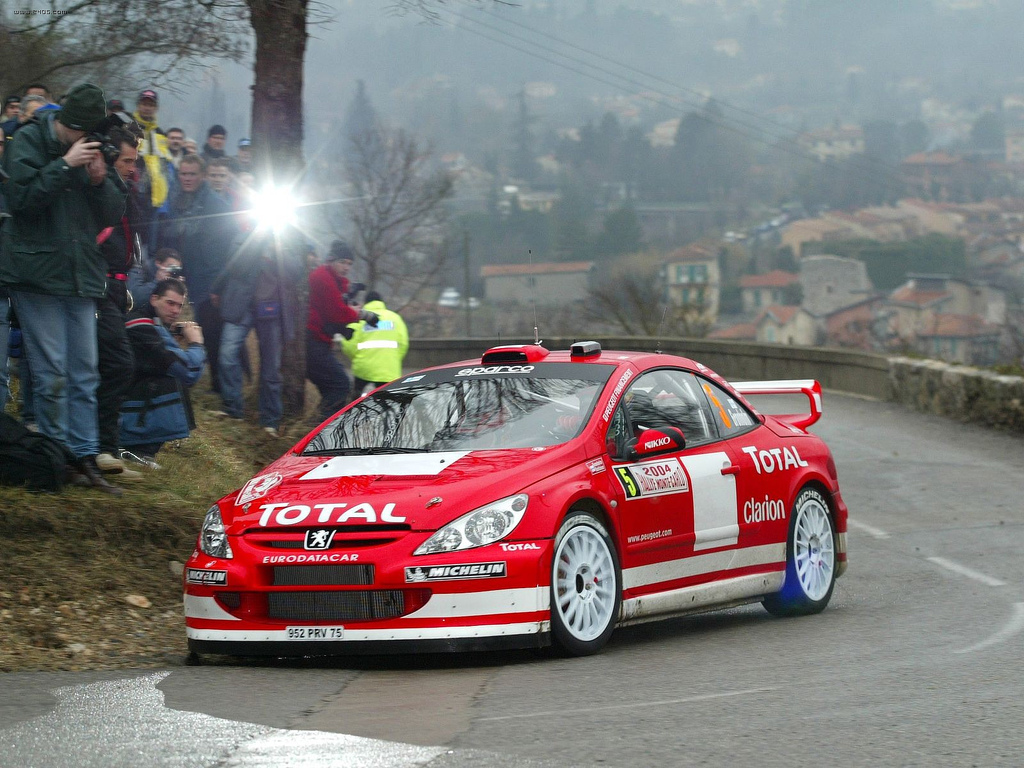
Marcus Grönholm (Peugeot 307 WRC) na trasie Rajdu Monte Carlo

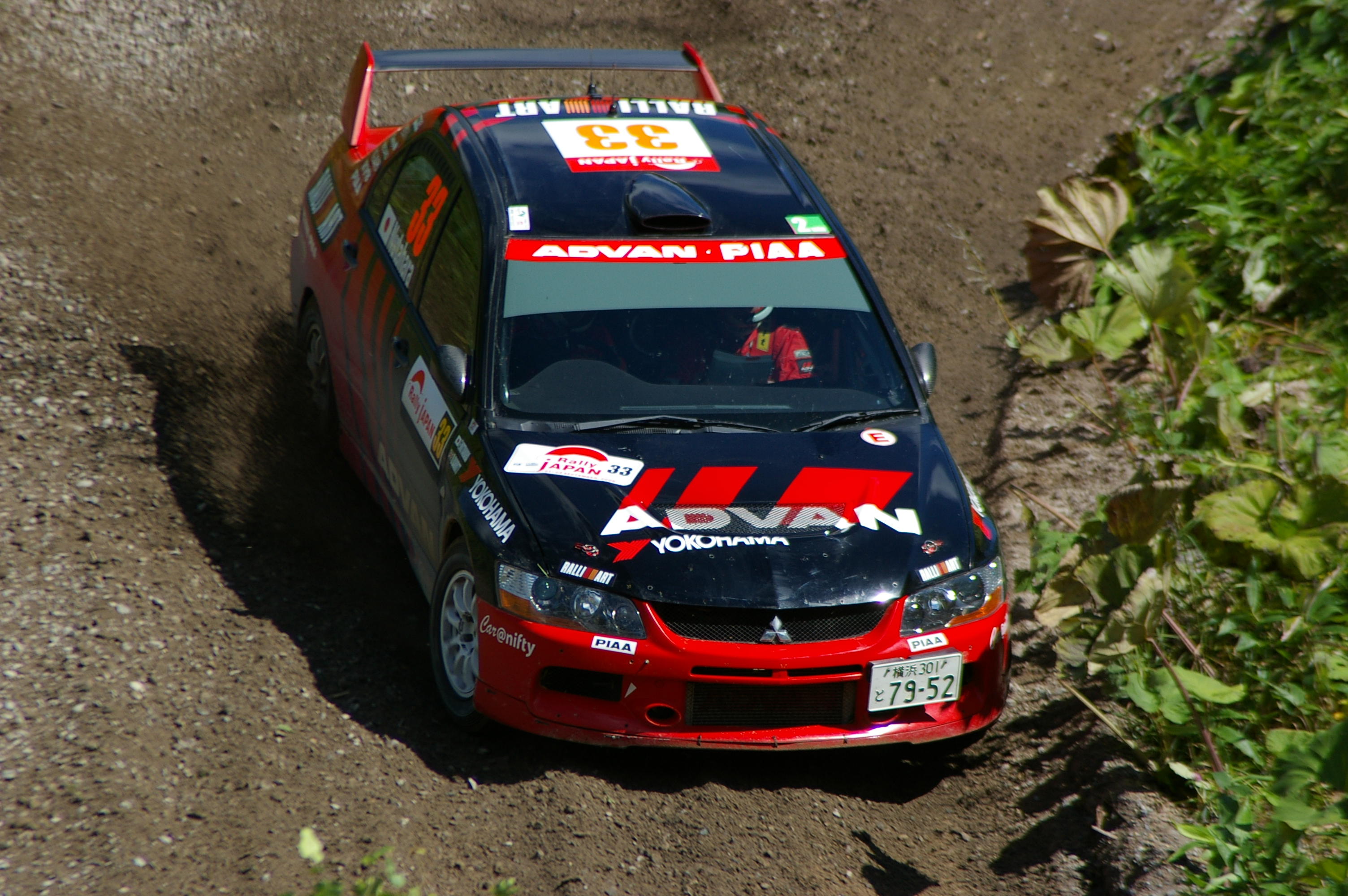
Fumio Nutahara (Mitsubishi Lancer Evo IX gr. N) na trasie Rajdu Japonii

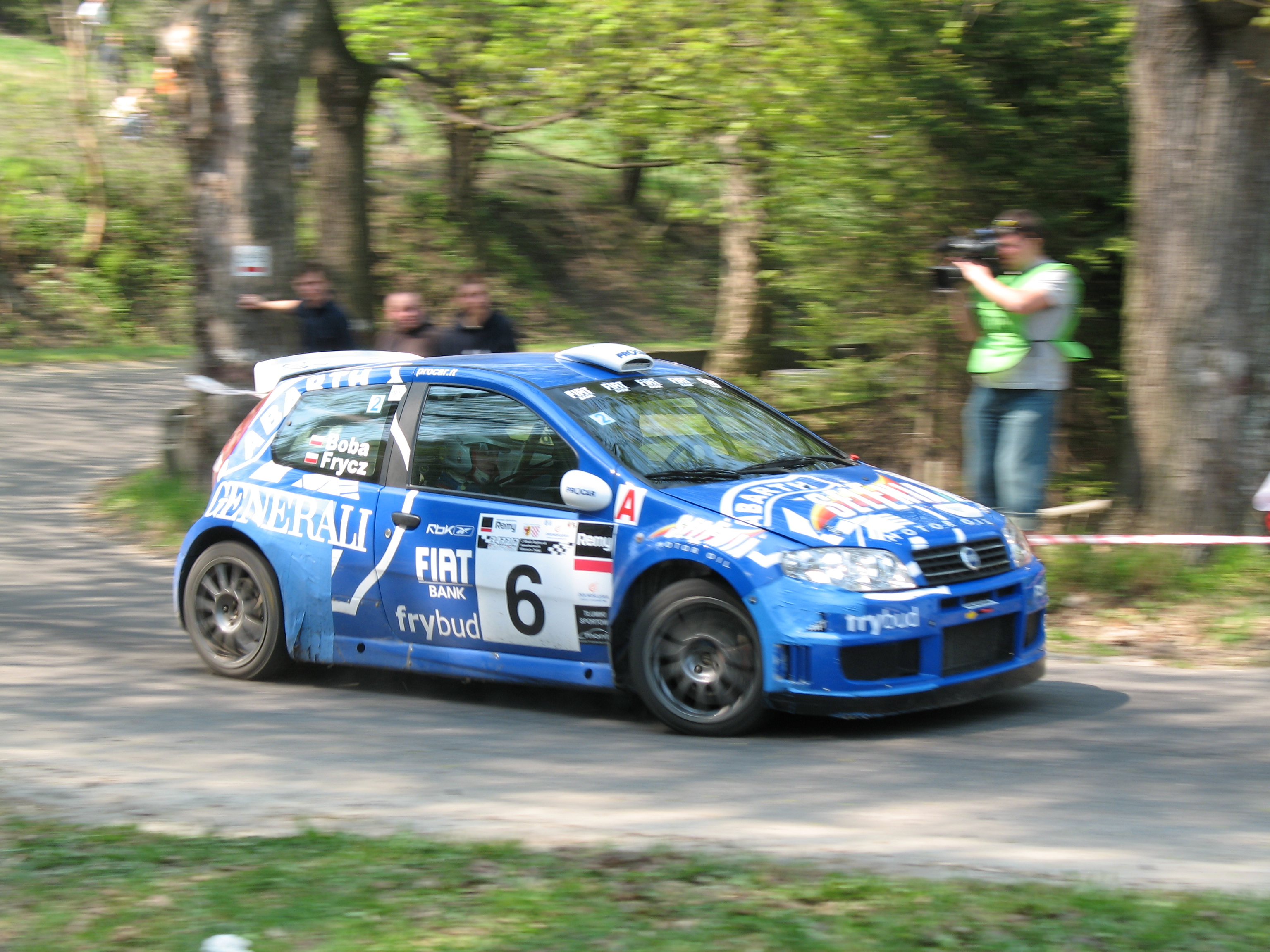
Sebastian Frycz (Fiat Punto S1600) na trasie Rajdu Elmot

Rajd samochodowy – forma sportu samochodowego, w której rywalizacja odbywa się na drogach publicznych. Trasa rajdu składa się z zamkniętych dla ruchu odcinków specjalnych oraz otwartych dla ruchu odcinków drogowych, łączących kolejne odcinki specjalne. Celem zawodów jest jak najszybsze pokonanie odcinków specjalnych oraz przejechanie całej trasy rajdu w czasie określonym przez organizatora. Podstawą kwalifikacji jest suma czasów uzyskanych na odcinkach specjalnych, powiększona o kary czasowe nałożone przez sędziów.
W rajdach samochodowych rywalizują dwuosobowe załogi, składające się z kierowcy i pilota. Załogi startują w specjalnie przygotowanych samochodach rajdowych, które jednak muszą być dopuszczone do ruchu drogowego. Do rywalizacji załogi startują indywidualnie, w krótkich (najczęściej jednominutowych) odstępach czasu.

## Trasa
Trasa rajdu przebiega w większości po ogólnodostępnych drogach publicznych. Dzielimy ją na zamknięte dla ruchu próby sportowe zwane Odcinkami Specjalnymi (w skrócie OS, OES), podczas których zawodnicy przejeżdżają jeden po drugim w odstępach czasowych celem dokładnego pomiaru czasu, oraz otwarte odcinki dojazdowe zwane dojazdówkami – bez pomiaru czasu, lecz w określonym czasie. Pomiędzy poszczególnymi fragmentami trasy znajdują się Punkty Kontroli Czasu (PKC) oraz Punkty Kontroli Przejazdu (PKP).
Ze względu na różnorodność miejsc, w których rozgrywane są rajdy, spotyka się różnego typu nawierzchnie. Mogą to być: szuter, asfalt, śnieg, lód czy błoto.
Rajdy rozgrywane są w każdych warunkach atmosferycznych bez względu na pogodę i porę dnia np. po zapadnięciu zmroku.

## Zawodnicy
W rajdach biorą udział dwuosobowe załogi, składające się z kierowcy i pilota. Warunkiem możliwości startu w rajdzie jest posiadanie odpowiedniej do rangi imprezy licencji rajdowej. Aby ją uzyskać należy spełnić szereg ściśle określonych kryteriów wśród których można wymienić: posiadanie prawa jazdy odpowiedniej kategorii, udokumentowane uczestnictwo w imprezach motorowych niższej rangi, pozytywne przejście badań lekarskich oraz członkostwo w automobilklubie.

## Przebieg rajdu
Właściwą rywalizację w rajdzie poprzedza rekonesans, czyli zapoznanie z trasą, podczas którego załoga sporządza notatki, za pomocą których będzie się nawigować już w czasie rywalizacji na odcinku specjalnym. Po rekonesansie, który w zależności od długości, trudności oraz rangi imprezy może trwać od jednego do trzech dni, na załogę czeka jeszcze odcinek testowy oraz badanie kontrolne startujących samochodów.
Walka na rajdzie rozpoczyna się często od startu honorowego oraz rzadziej tzw. Super OS'u, rozgrywanego wieczorem dzień przed pierwszym etapem rajdu.
Każdy rajd składa się z etapów, będących w przeważającej większości kolejnymi dniami rywalizacji. Dziś spotyka się głównie imprezy składające się od jednego do trzech etapów. W skład etapu wchodzą przejeżdżanie najczęściej dwa- lub trzykrotnie te same fragmenty trasy, rozpoczynające się i kończące parkiem serwisowym, zwane sekcjami lub pętlami. Każda pętla składa się z odcinka drogowego zwanego dojazdówką oraz odcinka specjalnego, podczas którego ma miejsca właściwa rywalizacja wśród startujących załóg. Jeżeli długość pętli jest spora, wówczas uzupełniana jest ona strefą tankowania, na którym załogi mogą uzupełnić ilość paliwa w swoim samochodzie. Pomiędzy poszczególnymi etapami znajdują się parki zamknięte.
Rajd najczęściej kończy się metą honorową, na której ma miejsce dekoracja zwycięzców oraz końcowym badaniem kontrolnym.

## Klasyfikacje
W Rajdowych Mistrzostwach Świata (WRC) prowadzone są następujące klasyfikacje:
- Drivers World Cup – Puchar Świata dla kierowców rozgrywany w latach 1977-1978
- World Rally Championship – Mistrzostwa świata dla zespołów fabrycznych (od 1973 roku) i dla kierowców w klasyfikacji generalnej (od 1979 roku) gdzie rywalizowały samochody gr. 4 (1973-1981), gr. B (1982-1986), gr. A (1987-1996) i klasy WRC (1997-2010)
- F2 World Cup – Puchar Świata dla producentów samochodów o 2-litrowych silnikach rozgrywany w latach 1993-1999, w którym rywalizowały auta typu Kit Car (samochody gr. A o pojemności skokowej silnika do 2000 cm3 i napędem na dwa koła przednia oś FWD, silnik atmosferyczny, klasy A7 i A6)
- Production Car World Cup – Puchar Świata dla kierowców samochodów produkcyjnych rozgrywany w latach 1987-2001, w którym rywalizowały samochody gr. N
- Production Car World Rally Championship PWRC – Mistrzostwa Świata dla kierowców samochodów produkcyjnych rozgrywane od 2002 roku w którym rywalizują samochody gr. N o pojemności skokowej silnika powyżej 2000 cm3 i napędem na cztery koła 4WD, silnik turbodoładowany, klasa N4
- Junior World Rally Championship JWRC – Mistrzostwa Świata dla młodych kierowców samochodów o 1,6-litrowych silnikach rozgrywane od 2001 roku, w którym rywalizują auta typu Super 1600 (samochody gr. A o pojemności skokowej silnika do 1600 cm3 i napędem na dwa koła przednia oś FWD, silnik atmosferyczny, klasa A6)
- Super 2000 World Rally Championship SWRC – Mistrzostwa Świata dla kierowców samochodów o 2-litrowych silnikach rozgrywane od 2010 roku, w którym rywalizują auta typu Super 2000 (samochody o pojemności skokowej silnika do 2000 cm3 i napędem na cztery koła 4WD, silnik atmosferyczny, klasa N4)

Samochody rajdowe należą do kategorii samochodów homologowanych w danej grupie. Rozróżnia się następujące grupy podzielone na klasy w zależności od pojemności skokowej silnika:
- gr. N – samochody produkcyjne
  - kl. N4 – powyżej 2000 cm3 (w tym samochody typu Super 2000)
  - kl. N3 – powyżej 1600 cm3 i do 2000 cm3
  - kl. N2 – powyżej 1400 cm3 i do 1600 cm3
  - kl. N1 – do 1400 cm3

- gr. A – samochody turystyczne
  - kl. A8 – powyżej 2000 cm3 (w tym samochody typu World Rally Car)
  - kl. A7 – powyżej 1600 cm3 i do 2000 cm3 (w tym samochody typu Kit Car)
  - kl. A6 – powyżej 1400 cm3 i do 1600 cm3 (w tym samochody typu Kit Car i Super 1600)
  - kl. A5 – do 1400 cm3

- gr. B – samochody wielkiej turystyki

- gr. R – (napęd na dwa koła 2WD), samochody turystyczne (R3 i R2) lub seryjne wielkiej produkcji (R1):
  - kl. R3D – do 2000 cm3 (silnik doładowany wysokoprężny)
  - kl. R3T – do 1600 cm3 (sinik doładowany benzynowy)

silniki wolnossące benzynowe:
- - kl. R3C i kl. R2C – powyżej 1600 cm3 i do 2000 cm3
  - kl. R2B i kl. R1B – powyżej 1400 cm3 i do 1600 cm3
  - kl. R1A – do 1400 cm3

W przypadku silnika doładowanego nominalna pojemność skokowa silnika jest mnożona przez współczynnik 1,7 dla silników benzynowych (lub współczynnik 1,5 dla silników wysokoprężnych), którego wynik ustala przynależność do klasy.

## Samochody
Dokładny opis znajduje się w artykule: Samochód rajdowy

## Serie rajdowe
- IMC (International Championship for Manufacturers) – Międzynarodowe Mistrzostwa w rajdach dla producentów samochodów (1970-1972)
- WRC (World Rally Championship) – Rajdowe Mistrzostwa Świata (1973-do teraz), WRC zastąpiło IMC w 1973 roku. W klasyfikacji Junior WRC wicemistrzem jest Michał Kościuszko. W zespole fabrycznym jeździł Tomasz Kuchar. W roku 1973, 2009, 2014, 2015 i 2016 Rajd Polski był zaliczany do WRC.
- ERC (European Rally Championship) – Rajdowe Mistrzostwa Europy (1953-do teraz), mistrzami Europy byli m.in. Sobiesław Zasada, Krzysztof Hołowczyc, Kajetan Kajetanowicz,  wicemistrzami Marian Bublewicz, Janusz Kulig, Michał Sołowow a drugimi wicemistrzami Andrzej Jaroszewicz i Leszek Kuzaj
- IRC (Intercontinental Rally Challenge) – Międzykontynentalny Rajdowy Challenge (2006-2012)
- RSMP – Rajdowe samochodowe mistrzostwa Polski
- RPP – Rajdowy Puchar Polski zwany też Rajdowym Pucharem PZM, w którym rywalizują zawodnicy startujący samochodami spełniającymi wymogi bezpieczeństwa RSMP, lecz nie posiadającymi licencji na RSMP (tak zwana druga liga) (2009-2014).

## Rajdy samochodowe w Polsce
Polska oferuje bogaty kalendarz imprez motorsportowych, w tym prestiżowe zawody krajowe i międzynarodowe. Do najbardziej rozpoznawalnych wydarzeń należą Rajd Polski, Rajdowe Samochodowe Mistrzostwa Polski (RSMP) oraz Mistrzostw Polski Rallycross (MPRC).

### Historia rajdów samochodowych w Polsce
Historia rajdów samochodowych w Polsce sięga początków XX wieku, kiedy organizowano pierwsze wyścigi drogowe. Rajd Polski, będący jednym z najstarszych rajdów na świecie, zadebiutował w 1921 roku i wielokrotnie znajdował się w kalendarzu Rajdowych Mistrzostw Świata (WRC) czy Rajdowych Mistrzostw Europy (ERC). Współczesne rajdy samochodowe w Polsce koncentrują się na rywalizacji na odcinkach specjalnych o różnorodnej nawierzchni, takich jak asfalt, szuter czy śnieg.

### Najważniejsze imprezy i serie
Polska scena rajdowa oferuje różnorodne wydarzenia, które przyciągają zarówno profesjonalistów, jak i amatorów. Do najważniejszych należą:
- Rajdowe Samochodowe Mistrzostwa Polski (RSMP) – najwyższy poziom krajowej rywalizacji rajdowej.
- Rajd Barbórka – tradycyjna impreza kończąca sezon rajdowy, która gromadzi czołówkę polskich kierowców i tysiące fanów.
- Mistrzostwa Polski w Rallycrossie – dynamiczna seria zawodów rozgrywanych na torach o mieszanej nawierzchni.

### Kluczowe postacie polskiego rajdu
Polska motorsportowa scena rajdowa wychowała wielu wybitnych zawodników. Do najbardziej znanych należą:
- Sobiesław Zasada – wielokrotny mistrz Europy.
- Krzysztof Hołowczyc – mistrz Europy w 1997 roku.
- Kajetan Kajetanowicz – trzykrotny mistrz Europy w latach 2015–2017.

### Rozwój i wsparcie
Polski motorsport wspiera rozwój młodych talentów i promocję sportów samochodowych dzięki zaangażowaniu organizacji takich jak Polski Związek Motorowy (PZM) oraz lokalnych sponsorów. W ostatnich latach kraj inwestuje w rozwój infrastruktury i organizację prestiżowych zawodów, co czyni rajdy samochodowe jednym z kluczowych sportów motorowych w Polsce.